# Шемница
 Тази статия е за реката.  За селото вижте Шемница (дем Кукуш).  
Шѐмница (на македонска литературна норма: Шемница) е река в Северна Македония. Тя е най-дългата река, изтичаща от Баба планина. Събира водите на всички потоци от планината, които се стичат в Гяватската долина: Цапарската, Ротинската и други по-малки рекички. Вододел между река Шемница и река Драгор е главното било на планината Баба в частта си между връх Широко стъпало и село Магарево.
Извира от северозападния склон на връх Широко стъпало. В горното си течение носи името Маловищка. При село Маловище се слива с два по-големи потока.     
В средното ѝ течение, между планината Бигла и безименната планина с най-висок връх Бел камен, водите ѝ са хванати в изкуственото Стрежевско езеро. Заобикаляйки безименната планина, Шемница се влива в река Черна като неин десен приток.